# 1520-1529
De jaren 1520-1529 (van de christelijke jaartelling) zijn een decennium in de 16e eeuw.

## Meerjarige gebeurtenissen

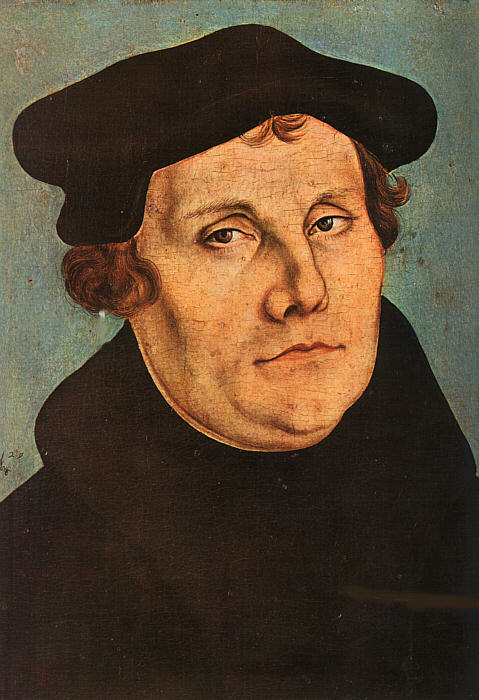
Maarten Luther

### Ottomaanse Rijk
- 1520 : Sultan Süleyman I volgt zijn vader op
- 1521 : Het Beleg van Belgrado.
- 1522 : Beleg van Rodos, de Hospitaalridders vertrekken in december naar Kreta en zwerven zeven jaren door Sicilië.
- 1526 : Slag bij Mohács. Süleyman I probeert het Koninkrijk Hongarije te veroveren.
- 1527 : Aartshertog van Oostenrijk Ferdinand I herovert Boeda.
- 1529 : Beleg van Wenen. Süleyman I treft het hart van het Heilig Roomse Rijk.

### Italiaanse Oorlogen
- 1520 : Nu Karel van Habsburg koning is van het Heilig Roomse Rijk en Spanje voelt koning Frans I van Frankrijk zich ingesloten en probeert hij de koningskroning in Aken te verhinderen.
- 1521-1526 : Italiaanse Oorlog. Karel van Habsburg geeft het Hertogdom Milaan aan Francesco II Sforza.
- 1526-1530 : Oorlog van de Liga van Cognac. Pas vrij start Frans I een nieuwe oorlog.
- 1529 : Damesvrede van Kamerijk. Vertegenwoordigd door twee dames wordt er tussen de partijen vrede gesloten.

### Heilig Roomse Rijk
- 1520–1522 - Opstand van de comunidades: steden in Castilië weigeren de vorst uit de Nederlanden Karel te erkennen en roepen zijn moeder Juana uit tot koningin. Karel onderdrukt de opstand maar moet beloven in Spanje te komen wonen.
- 1521 : Rijksdag van Worms bepaalt de rijks verdeling tussen de Spaanse en Oostenrijkse Habsburgers. Ferdinand, de broer van Karel, wordt aartshertog van Oostenrijk.
- 1524-1526 : Duitse Boerenoorlog.
- 1526 : Slag bij Mohács. Lodewijk II van Hongarije en Bohemen sneuvelt, Ferdinand neemt de titels over. Johan Zápolya, de vojvoda van Zevenburgen, roept zichzelf uit als tegenkoning.
- 1526 : Begin van de Habsburgse monarchie.
- 1527 : Het Koninkrijk Kroatië wordt een onderdeel van de Habsburgse monarchie.

### Lage Landen
- De grootkanselier van Karel V, kardinaal Gattinara,  komt met concrete plannen voor hoe de keizerlijke regering in de praktijk vormgegeven zou moeten worden. Voor zichzelf ziet hij daarbij een rol weggelegd als leider van een centraal keizerlijk bestuursapparaat, dat rechtstreeks bevoegd zal zijn voor alle aangelegenheden van Karels gebieden. Zelfs heeft hij daarvoor één uniform munt- en rechtsstelsel in gedachten. Topfiguren uit de Spaanse regering zien dit centralistische concept van Gattinara echter niet zitten en ook Karel zelf vreest dat hij hierdoor al te afhankelijk zal worden van zijn oude grootkanselier.
- Vanwege de onzekere politieke (Oorlog van de Liga van Cognac, 1526-1530) en religieuze tijdingen droogt de aanvoer van wol vanuit Engeland op, waardoor de Vlaamse lakenindustrie in het slop raakt.
- De sociale ideeën van de Wederdopers, zoals de herverdeling van goederen, spreken velen aan. Vooral in het Westkwartier van het graafschap Vlaanderen krijgt deze overtuiging steeds meer voet aan de grond, onder meer omdat er een proletariaat is ontstaan (hoofdzakelijk in de steden Hondschote, Armentiers, Valencijn en Ieper).

### Scandinavië
- 1520 : Stockholms bloedbad. Koning Christiaan II van Denemarken slaat een opstand van Zweedse edellieden neer.
- 1521-1523 : Zweedse Onafhankelijkheidsoorlog
- 1524 : Verdrag van Malmö. Einde van de Unie van Kalmar. Zweden wordt een onafhankelijk koninkrijk onder het Huis Wasa.
- 1524 : Christiaan II wordt afgezet. Frederik I van het Huis Oldenburg wordt koning van het Koninkrijk Denemarken en Noorwegen.
- 1526 : De protestant Hans Tausen wordt kapelaan van koning Frederik I van Denemarken.
- 1527 : In Denemarken wordt vrijheid van godsdienst uitgeroepen.
- 1529 : Lutheranisme wordt staatsgodsdienst in Zweden.

### Christendom
- 1520 : Exsurge Domine. Paus Leo X valt in een bul de opstandige monnik Maarten Luther aan en concentreert zijn bezwaren op 41 van diens stellingen. Luther verbrandt de bul samen met de kerkelijke wetboeken. Hij publiceert een boekje over de "Babylonische ballingschap van de Kerk", en noemt daarin de paus de "hoer van Babylon".
- 1521 : Edict van Worms. Maarten Luther wordt er in de rijksban gedaan. Hij wordt vogelvrij verklaard en de verbranding van zijn geschriften wordt bevolen. Hij geniet echter de bescherming van de keurvorst Frederik III van Saksen, waardoor het onmogelijk wordt om de rijksban effectief na te leven. Hij wordt hierdoor vooralsnog ongemoeid gelaten.
- 1521 : Philipp Melanchthon publiceert zijn Loci communes.
- 1525 : Huldrych Zwingli schrijft zijn belangrijkste werk Commentarius de vera et falsa religione.
- 1525 : Albrecht, de laatste grootmeester van de Duitse Orde creëert het Hertogdom Pruisen en voert als eerste Europese vorst het protestantisme in als staatsgodsdienst in zijn rijk.
- 1527 : Schleitheim Confessie. In Schleitheim (Zwitserland) ontstaat de declaratie van het anabaptisme.

### Amerika
- 1520-1530 : Spaanse verovering van Mexico. Hernán Cortés en zijn leger moeten zich in 1520 uit Tenochtitlan weg vechten, maar in de schermutselingen raken de Azteken besmet pokken. Als de stad een jaar later valt heeft zich een enorme epidemie voorgedaan die het grootste deel van de bevolking heeft gedood. De overlevenden zijn te verzwakt om zich te verdedigen.
- Na de val van Tenochtitlan in 1521 verplaatste het virus zich zuidwaarts, naar het Incarijk. De Incakeizer Huayna Capac raakt besmet en overlijdt aan de ziekte, waardoor een burgeroorlog tussen zijn zonen Atahualpa en Huascar uitbreekt. Ondertussen verspreiden de pokken zich in een recordtempo via het geavanceerde wegennet. Door de pokken en de burgeroorlog worden de Inca's verder verzwakt.
- Vanuit Santo Domingo worden de eerste pogingen ondernomen om kolonies te stichten in Noord-Amerika. In 1521 wordt Juan Ponce de León uit het latere Florida verjaagd met een pijlwond, waaraan hij op Cuba sterft. Lucas Vásquez de Ayllón moet zijn landing in het toekomstige South Carolina eveneens met de dood bekopen.
- 1524 : Begin van de Spaanse verovering van Guatemala onder leiding van Pedro de Alvarado.
- 1524 : Hernán Cortés begint aan de Spaanse verovering van Honduras.

### Azië
- 1526 : Slag bij Panipat.  De Timoeridische vorst Babur verslaat Ibrahim Lodi, de sultan van Delhi. Babur sticht na deze overwinning het Mogolrijk.

### Ontdekkingsreizen
- Ferdinand Magellaan wordt in 1521 gedood in de Filipijnen. Juan Sebastián Elcano, een van de vijf kapiteins onder Magellaan, keert in 1522 veilig terug in Spanje.
- 1529 : Verdrag van Zaragoza. Spanje en Portugal bepalen de antimeridiaan.

## Innovatie
- Naar een idee van Leonardo da Vinci om het spoelen en het spinnen in een enkel werktuig te combineren, ontwikkelt een Duits ingenieur het tegenwoordig gangbare type voetaangedreven spinnewiel.

<< · 1520 · 1521 · 1522 · 1523 · 1524 · 1525 · 1526 · 1527 · 1528 · 1529 · >>
<< · 1500-1509 · 1510-1519 · 1520-1529 · 1530-1539 · 1540-1549 · 1550-1559 · 1560-1569 · 1570-1579 · 1580-1589 · 1590-1599 · >>